# سوخا خوتا
سوخا خوتا (به لهستانی:  Sucha Huta) یک روستا در لهستان است که در گمینا پژویز واقع شده‌است. سوخا خوتا ۲۳۳ نفر جمعیت دارد.